# Stanley Hotel
Pour l’article homonyme, voir Stanley Hotel (Nairobi).
Le Stanley Hotel est un hôtel de 140 chambres situé à Estes Park, au Colorado. Il offre une vue panoramique sur les montagnes Rocheuses et particulièrement le pic Longs. 

## Histoire
Construit entre 1907 et 1909, il est inscrit au Registre national des lieux historiques depuis 1977 et est membre des Historic Hotels of America depuis 2005. Son premier directeur fut Freelan Stanley, accompagné de sa femme Flora.

## L'hôtel qui a inspiré Shining

### Séjour de Stephen King
C'est durant son séjour au Stanley Hotel en octobre 1974 que l'écrivain Stephen King imagina les grandes lignes de l'histoire du roman Shining, l'enfant lumière (1977) et il s'est inspiré des lieux pour créer l'hôtel Overlook de ce roman. Il a passé une nuit dans cet hôtel alors qu'il était le seul client avec sa femme, puisque l'établissement était sur le point de fermer pour l'hiver. Il a dormi dans la chambre 217, où à la suite d'une nuit d'angoisse et de cauchemar, il fit ses recherches et découvrit qu'il s'agissait de la chambre d'une employée de l'hôtel, Elizabeth Wilson, qui fut gravement blessée à la suite d'une explosion de gaz le 25 juin 1911.
En 1980, Stanley Kubrick produisit l'adaptation de ce roman, Shining. Cependant, il ne tourna pas son film dans cet hôtel et pour Stephen King le scénario ne respectait pas vraiment l'esprit du livre (Stanley Kubrick changea par exemple le numéro de la chambre 217 en 237). Stephen King décida alors de produire en 1997 une nouvelle adaptation de son propre roman, et cette fois-ci dans le vrai hôtel, avec Mick Garris, qui réalisa la mini-série en trois parties Shining: Les Couloirs de la peur.

### Hôtel présumé hanté
On raconte que le fantôme d'Elizabeth Wilson rangeait les affaires des valises des occupants de la chambre 217 mais également qu'elle posait les valises des clients qu'elle n'appréciait pas face à la porte ou encore qu'elle dérangeait les couples non mariés,. Jim Carrey a séjourné dans la même chambre en 1993 et en est reparti précipitamment sans donner d'explication,.
L'hôtel est d'ailleurs considéré comme l'un des lieux les plus hantés des États-Unis. Des clients de l'hôtel prétendent avoir vu l'apparition d'un petit garçon dans la chambre 418 et de rires d'enfants dans les couloirs. Parmi les autres fantômes identifiés, le spectre d'un cow-boy dans la chambre 428 est signalé,, tout comme celui de Lord Dunraven, qui aurait des gestes déplacés vis-à-vis des femmes ouvrant la penderie de la chambre 401 ; et diverses apparitions de Flora Stanley, jouant notamment du piano dans la grande salle de bal. Sont également mentionnés Lucy, une vagabonde morte de froid et Paul, un ouvrier décédé d'une crise cardiaque.

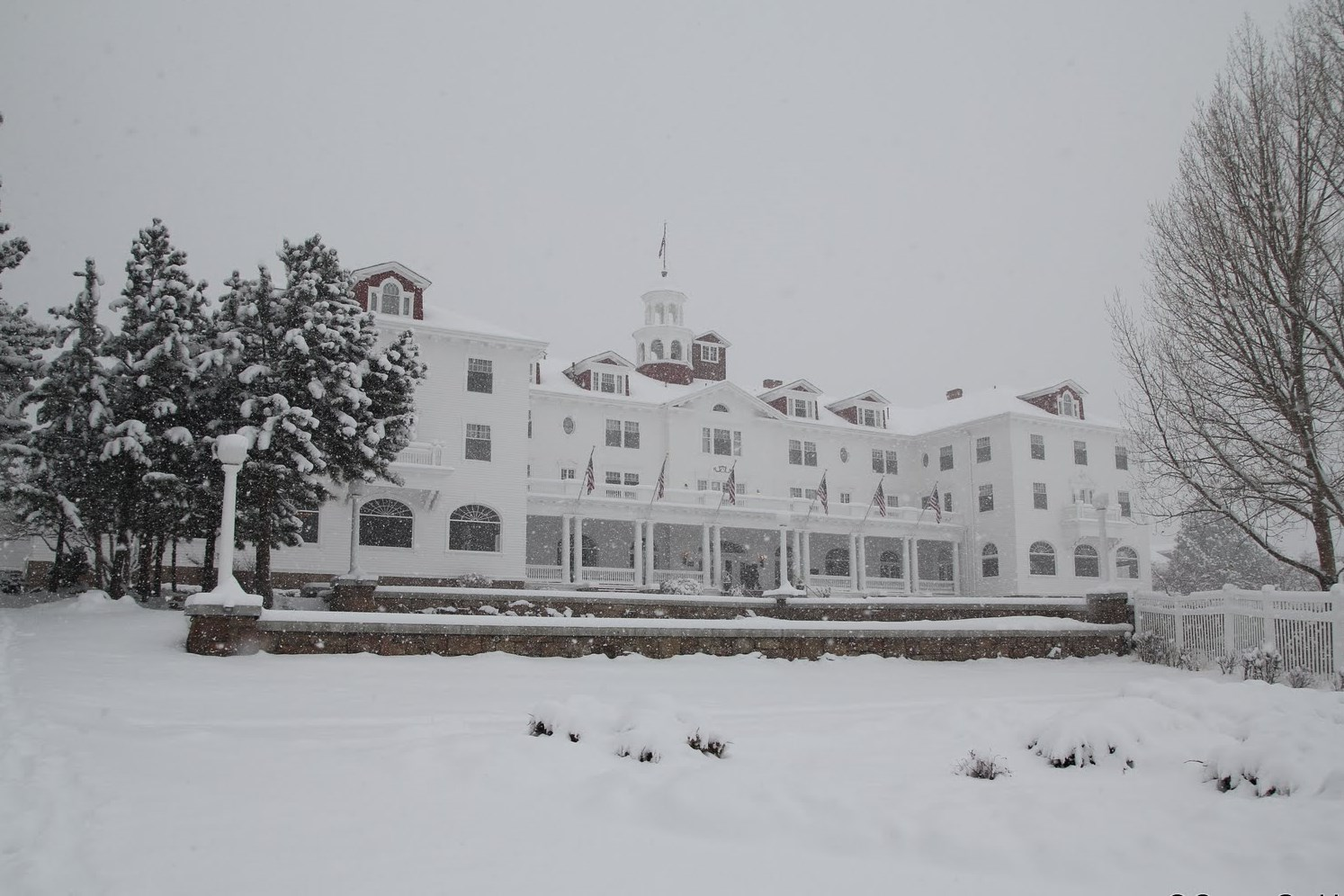
L'hôtel enneigé en février 2011.
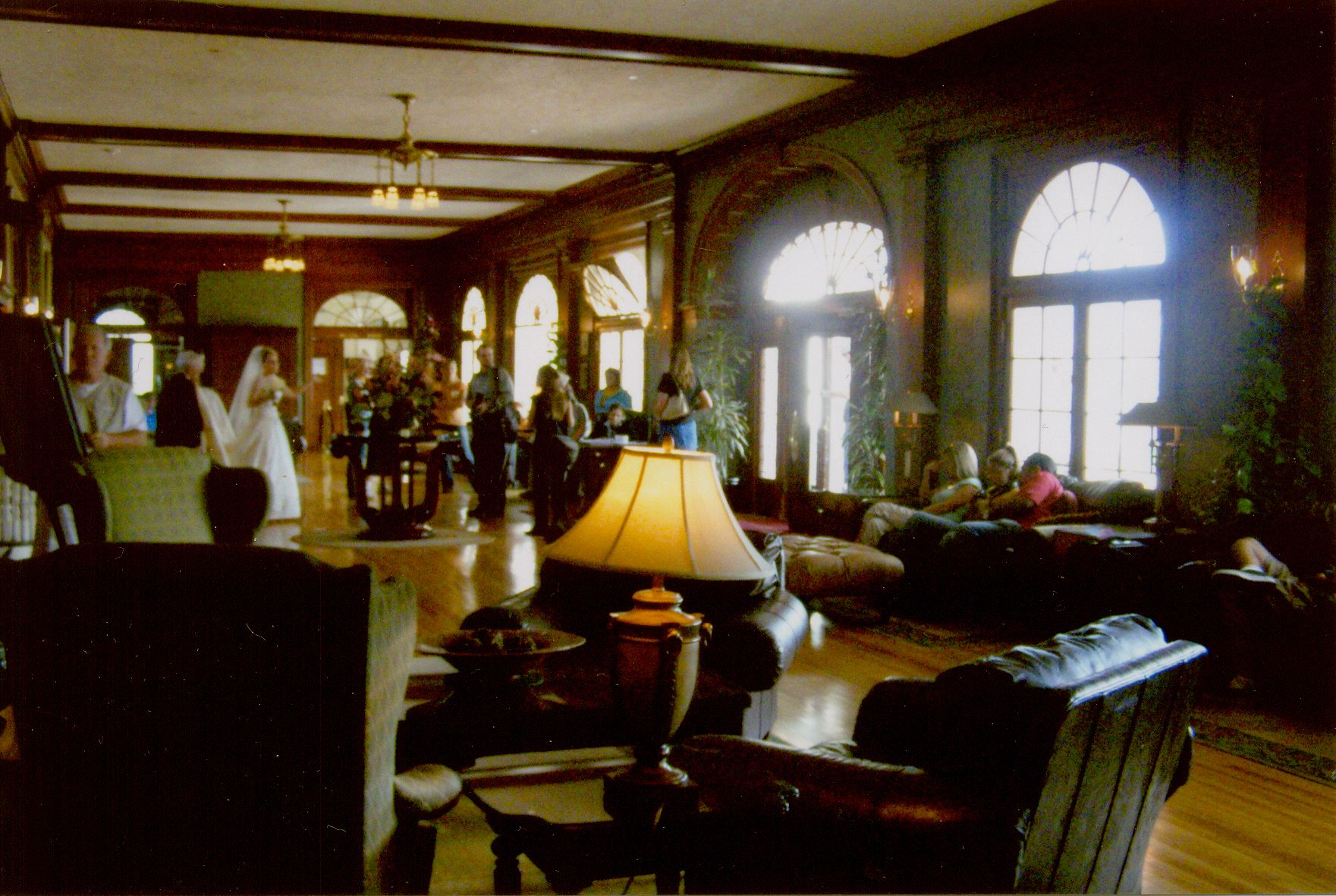
Le grand salon.
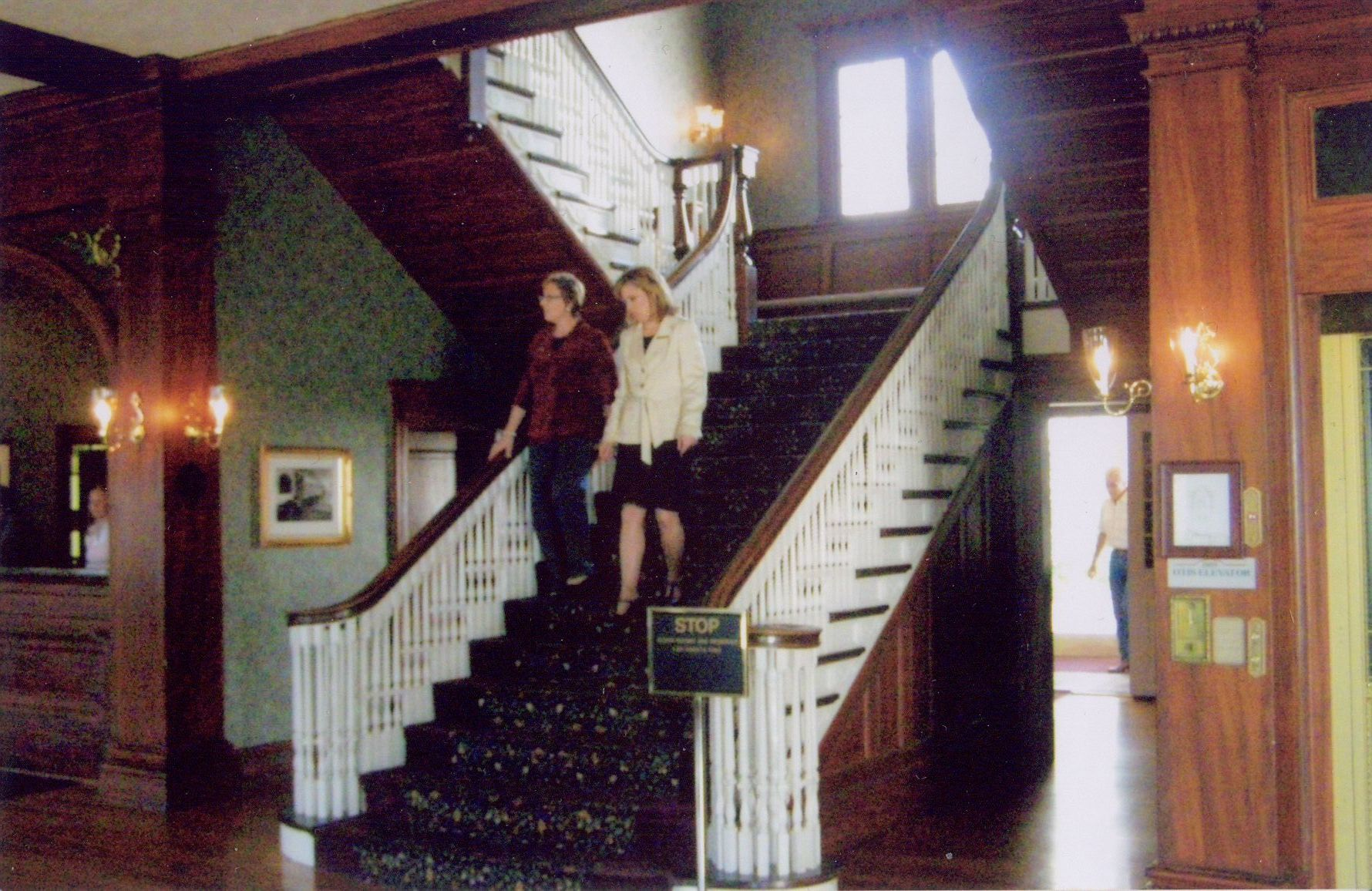
Escalier du hall.